# موزه دریا و دریانوردی خلیج فارس
موزه دریا و دریانوردی خلیج فارس، یکی از موزه‌های استان بوشهر و در محله سبزآباد بندر بوشهر می‌باشد.

## پیشینه
محل کنونی این موزه که شامل ساختمان کنسولگری و عمارت کلاه فرنگی می‌باشد، در سال ۱۸۵۸ میلادی تأسیس شد و مدتی بعد به مقر دائمی سرکنسول گری انگلستان در بوشهر تبدیل شد. این بنا تا پایان جنگ جهانی دوم در اختیار دولت انگلیس بود تا آنکه در سال ۱۹۴۶ میلادی برابر ۱۳۲۵ هجری قمری و بعد از انتقال نمایندگی سیاسی انگلیس به بحرین، این عمارت به دولت ایران تحویل گردید و در اختیار نیروی دریایی ایران قرار گرفت. طی سالهای ۱۳۸۵ و ۱۳۸۶ رایزنی‌های لازم برای تبدیل این مکان به موزه دریا و دریانوردی صورت گرفت و در هفتم آذر سال ۱۳۸۷ طی مراسمی آماده بازدید علاقه‌مندان گردید. این موزه در منطقهٔ سبزآباد بندر بوشهر واقع شده‌است.

## جاذبه‌های گردشگری
در محوطه موزه ۴۰ فروند شناور سطحی و انواع زیرسطحی‌های جنگی دریایی متعلق به دوره‌های مختلف تاریخی از جمله قاجار و کشتی پرسپولیس نگهداری می‌شود. در درون ساختمان کلاه فرنگی که اکنون به‌طور کامل بازسازی شده‌است انواع تجهیزات جنگی، مخابراتی، کنترل و هدایت دریایی، پزشکی و ظروف نقره‌ای و سفالینه‌های کشف شده از دورانهای مختلف تاربخی بندر بوشهر می‌باشد.

## امکانات گردشگری
بازدید عموم از این موزه امکان دارد و دارای پارکینگ خودرو می‌باشد.
ساعات بازدید همه روزه حتی جمعه‌ها بغیر از تعطیلات رسمی مذهبی از ساعت ۸ صبح تا ۲۰ بعد از ظهر است. امکانات این موزه عبارت است از:
- پارکینگ
- سرویس بهداشتی و حمام
- زمین مینی فوتبال
- زمین بسکتبال
- سالن بیلیارد
- فوتبال دستی
- پینگ پنگ
- آلاچیق